# Criodion antennatum
Criodion antennatum là một loài bọ cánh cứng trong họ Cerambycidae.